# Newburgh–Beacon Bridge
Als Newburgh–Beacon Bridge, auch Hamilton Fish Newburgh–Beacon Bridge, werden zwei nebeneinanderliegende Trägerbrücken bezeichnet, die den Hudson River im US-Bundesstaat New York etwa 90 km nördlich von New York City zwischen den Städten Newburgh und Beacon überspannen. Sie tragen die Fernstraße I-84, die New York State Route 52 sowie einen Fußgängerweg und werden täglich von rund 65.000 Fahrzeugen genutzt.

## Geschichte
Zwischen der am Westufer des Hudsons gelegenen Stadt Newburgh und den Orten Matteawan und Fishkill Landing östlich des Flusses, aus denen 1913 die Stadt Beacon hervorging, bestand seit 1743 eine Fährverbindung. Mitte des 20. Jahrhunderts wurden Überlegungen aufgenommen, die nur für Personen, nicht jedoch für PKW nutzbare Fähre durch eine Brücke zu ersetzen und damit auch Gebiete östlich des Hudsons an die westlich des Flusses entstehende mautpflichtige Schnellstraße New York State Thruway anzubinden. Im Herbst 1951 wurden daraufhin Vermessungsarbeiten vorgenommen, auf deren Basis der Brückenbau im Februar 1953 durch die New York State Assembly genehmigt wurde. Der zuständigen New York State Bridge Authority (NYSBA) wurden jedoch zunächst keine finanziellen Mittel zur Konstruktion bewilligt.
1956 wurde der Verlauf der künftigen, in Ost-West-Richtung verlaufenden Fernstraße I-84 festgelegt, die den Hudson auf der geplanten Newburgh–Beacon Bridge queren sollte. 1959 sollte daraufhin unter Verwendung von Bundesmitteln der Bau einer vierstreifigen Brücke begonnen werden. Nachdem diese Gelder jedoch auch im folgenden Jahr nicht zur Verfügung standen, entschied die NYSBA auf Betreiben von Gouverneur Nelson Rockefeller, die Konstruktion einer lediglich zweistreifigen Brücke aus eigenen Mitteln zu finanzieren. Nach einem Entwurf des durch Ralph Modjeski gegründeten Unternehmens Modjeski & Masters entstand daraufhin ab 1. April 1960 eine insgesamt 2.394 Meter lange, 19,5 Millionen US-Dollar teure Brückenkonstruktion, die am 2. November 1963 eröffnet wurde.

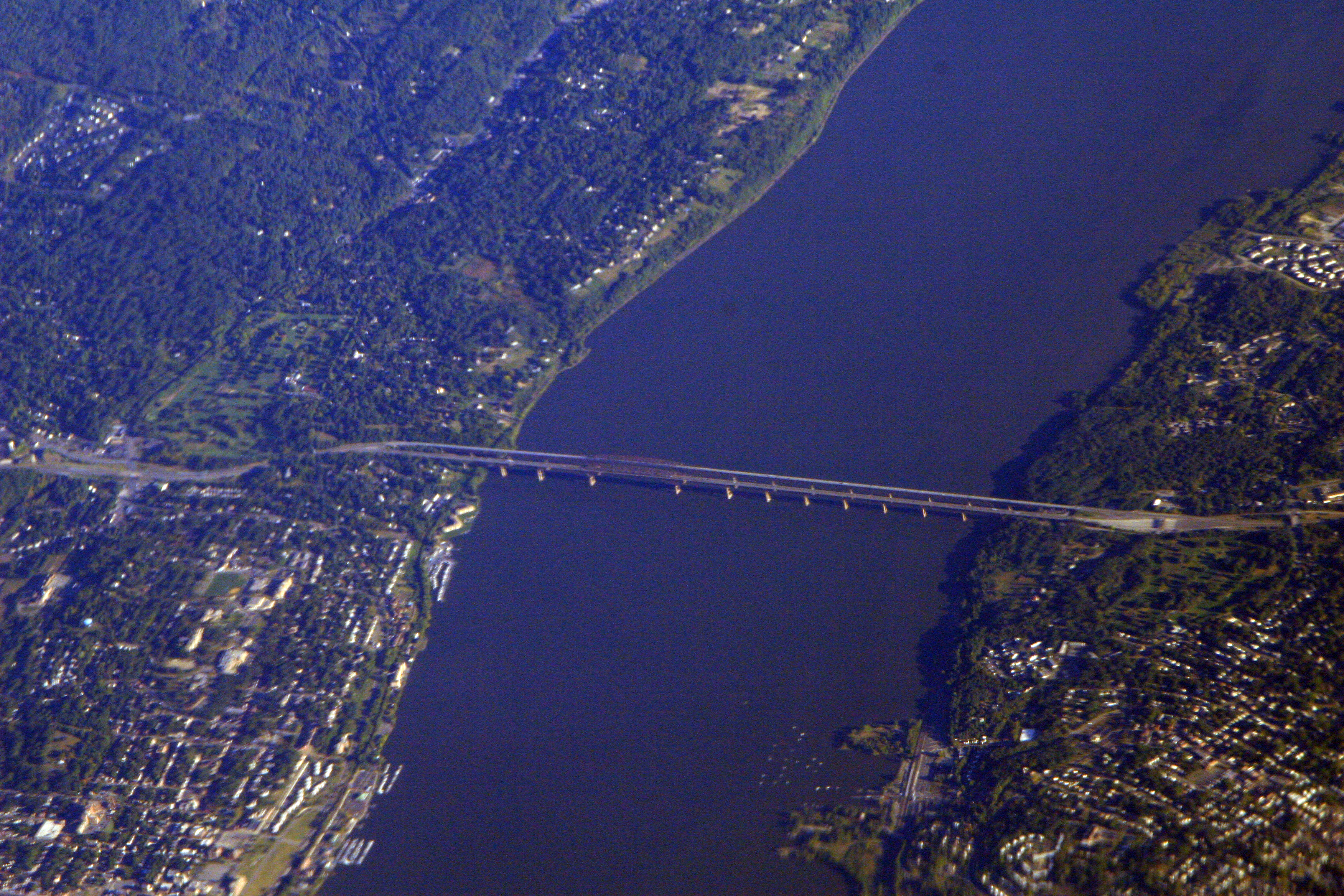
Die Newburgh–Beacon Bridge aus der Luft

Schon im ersten Betriebsjahr 1964 nutzten rund 25.000 Fahrzeuge die Brücke – jene Anzahl, für die ursprünglich eine vierstreifige Brücke vorgesehen war, ehe die Prognosen nach unten korrigiert wurden. Nachdem das Verkehrsaufkommen in den folgenden Jahren weiter zunahm, wurden Mitte der 1970er-Jahre Möglichkeiten zur Kapazitätssteigerung diskutiert. Die Ergänzung der bestehenden Brücke um weitere Fahrbahnen über oder unter der bestehenden Trasse wurde verworfen, da die ursprüngliche Konstruktion nicht darauf ausgelegt war. Stattdessen wurde 1975 beschlossen, unmittelbar südlich der vorhandenen Querung eine zweite Brücke mit vier Fahrstreifen zu errichten. Mit der Planung wurde wiederum Modjeski & Masters beauftragt, der offizielle Baubeginn erfolgte am 1. Juni 1976. Nach knapp vierjähriger Bauzeit konnte die 93,6 Millionen US-Dollar teure südliche Querung am 1. November 1980 eröffnet werden.
Die nördliche Brücke wurde daraufhin in den folgenden vier Jahren generalüberholt und um einen Fahrstreifen erweitert, die vier Fahrstreifen der neueren südlichen Konstruktion anschließend zu drei Fahrstreifen umkonfiguriert. 1997 wurde der offizielle Name der beiden Brücken zu Hamilton Fish Newburgh–Beacon Bridge ergänzt, um die Leistungen des Politikers Hamilton Fish zu würdigen.
Die Fährverbindung zwischen Newburgh und Beacon wurde am 2. November 1963, einen Tag nach der Eröffnung der ersten Brücke, eingestellt. Primär zur Verbindung der Stadt Newburgh mit der Bahnstation Beacon an der Hudson Line New York City–Poughkeepsie der Metro-North Railroad wurde der Fährbetrieb jedoch im Herbst 2005 wieder aufgenommen.

## Aufbau

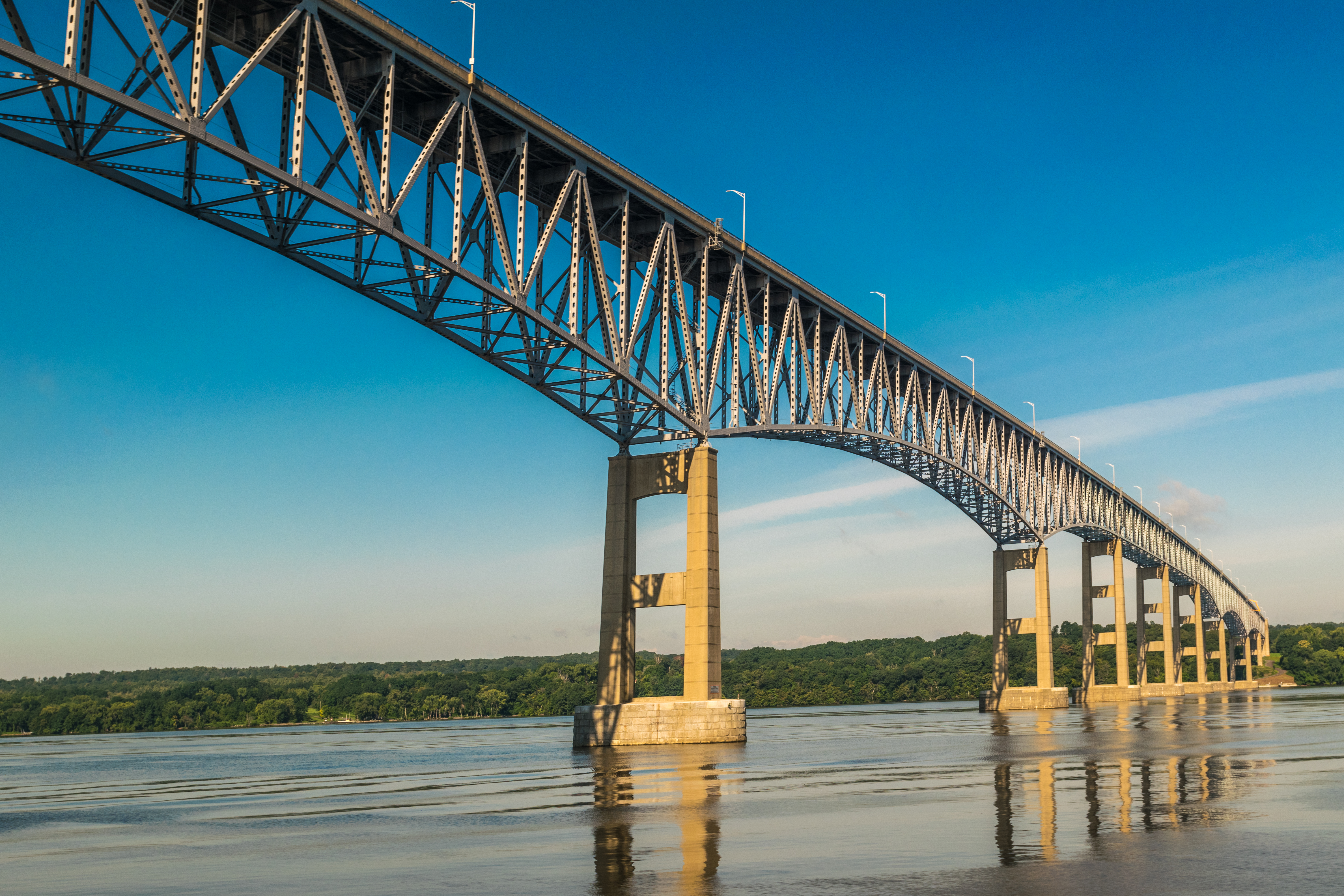
Zustand 2017, Blick vom östlichen Ufer ohne nördliche Brücke

Kernelemente beider Brücken sind freitragende Stahlgitterträger mit einer Länge von je 305 Metern, die sich jedoch nicht in der Mitte des Hudsons, sondern deutlich westlich davon befinden. Die übrige Distanz wird mittels kürzerer Fachwerkträger unterschiedlicher Länge überspannt, wovon sich westlich der Hauptträger je Brücke drei und östlich je acht befinden. Beide Konstruktionen sind rostfarben. Während die ältere, nördliche Brücke entsprechend gestrichen wurde, bestehen die Träger der südlichen Konstruktion aus einer Kortenstahl-Legierung, bei der die Oxidierung der äußersten Schicht als Rostschutz für den Kern fungiert.